# دوست‌پسر (فیلم ۱۹۶۱)
دوست‌پسر (به هندی: Boy Friend) فیلمی محصول سال ۱۹۶۱ و به کارگردانی نارش سایگال است. در این فیلم بازیگرانی همچون شامی کاپور، مدهوبالا، درمندرا، نیشی کوهلی ایفای نقش کرده‌اند.